# Adam Kopyciński
Adam Kopyciński, původním příjmením Kopyto (24. prosince 1849 Żmigród Nowy – 27. září 1914 Gawłuszowice), byl rakouský římskokatolický duchovní a politik polské národnosti z Haliče, na přelomu 19. a 20. století poslanec Říšské rady.

## Biografie
Působil jako kněz, byl doktorem teologie. Angažoval se veřejně a politicky. Zasedal jako poslanec Haličského zemského sněmu. V letech 1879–1890 byl profesorem pastorační teologie na semináři.
Byl poslancem Říšské rady (celostátního parlamentu Předlitavska), kam usedl ve volbách roku 1885 za kurii venkovských obcí v Haliči, obvod Tarnow, Pilzno atd. Rezignace byla oznámena dopisem 19. února 1886, ale již 11. května 1886 opět složil slib. Mandát zde obhájil ve volbách roku 1891.
Ve volebním období 1885–1891 se uvádí jako Dr. Adam Kopyciński, farář, bytem Radomyśl. Do parlamentu se vrátil ve volbách do Říšské rady roku 1907, konaných poprvé podle všeobecného a rovného volebního práva. Byl zvolen za obvod Halič 44.
Na Říšské radě v roce 1885 je uváděn coby člen Polského klubu. Za Polský klub byl zvolen i v roce 1891. V roce 1907 se uvádí jako člen polského středu. Šlo o formaci Polskie Centrum Ludowe, která navazovala na dřívější Stronnictwo Chrześcijańsko-Ludowe (Křesťansko-lidová strana) okolo Stanisława Stojałowského. Po volbách roku 1907 zasedl opět do poslaneckého Polského klubu.
Po vypuknutí světové války se zapojil do osvěty mezi polským obyvatelstvem v Ruské říši. Po ústupu rakousko-uherské armády se stáhl zpět do haličských do Gawłuszowic. Tam zemřel v září 1914 na mrtvici, údajně ve chvíli, kdy šel přivítat ruské vojáky, kteří vjeli do farního dvora.